# 文室水通
文室 水通（ふんや の みを/みなみち）は、奈良時代の貴族。姓は真人。官位は正五位下・大蔵大輔。

## 経歴
天平宝字8年（764年）藤原仲麻呂の乱終結後に従五位下に叙爵し、相模介に任ぜられる。その後称徳朝では叙位任官の記録がなく、何らかの政変に連座して失脚していた可能性もある。
光仁朝では、典薬頭・安芸守・弾正弼を歴任する一方、宝亀7年（776年）に従五位上に昇叙されている。
桓武朝の延暦4年（785年）正五位下に叙せられ、翌延暦5年（786年）には大蔵大輔に任ぜられた。
延暦9年（790年）8月8日付の太政官符に、河内国高安郡に、「一町、元故正五位下文室真人水通位田」と見える。

## 官歴
『続日本紀』による。
- 時期不詳：正六位上
- 天平宝字8年（764年） 10月7日：従五位下。10月20日：相模介
- 宝亀3年（772年） 4月20日：典薬頭
- 宝亀6年（775年） 10月15日：安芸守
- 宝亀7年（776年） 正月7日：従五位上
- 宝亀10年（779年） 11月28日：弾正弼
- 延暦4年（785年） 11月25日：正五位下
- 延暦5年（786年） 2月17日：大蔵大輔